# Mariusz P. Dąbrowski
Mariusz Przemysław Dąbrowski (ur. 15 lutego 1960 w Łodzi) – polski fizyk teoretyk, profesor doktor habilitowany nauk fizycznych, specjalista w zakresie kosmologii, teorii cząstek elementarnych, fizyki jądrowej i inżynierii reaktorowej, energetyki jądrowej .

## Życiorys
Od lutego 1992 roku jest związany z Instytutem Fizyki Uniwersytetu Szczecińskiego, gdzie stworzył i kieruje międzynarodowym zespołem badawczym „Szczecińska Grupa Kosmologiczna”Studia ukończył na Uniwersytecie Wrocławskim w 1984 roku, gdzie rozpoczął i kontynuował pracę do 1992 roku. Tam też obronił rozprawę doktorską w 1989 roku. Stopień doktora habilitowanego na podstawie rozprawy „Kosmologie strunowe” został mu nadany przez Narodową Akademię Nauk Ukrainy w 2002 roku. Tytuł profesora uzyskał w styczniu 2012 roku. Od marca 2015 roku jest też profesorem w Narodowym Centrum Badań Jądrowych (NCBJ) w Świerku k. Warszawy, gdzie kieruje Zakładem Energetyki Jądrowej i Analiz Środowiska.
Jest autorem ponad 100 publikacji w czasopismach naukowych takich jak m.in.: Astronomical Journal, Astrophysical Journal, Physical Review Letters, Physical Review D, Physics Letters B, European Physical Journal C, International Journal of Energy Research, Progress in Nuclear Energy. Jest też recenzentem w tych czasopismach. Liczba cytowań prac przekracza 2300 a indeks Hirscha h=25. Wypromował 12 doktorantów w tym sześcioro zagranicznych. W roku 2023 został wymieniony w rankingu Uniwersytetu Stanforda i wydawnictwa Elsevier jako „TOP 2% najlepszy naukowiec” na świecie. W swojej karierze kierował wieloma grantami badawczymi w tym prestiżowym projektem Narodowego Centrum Nauki Maestro-3 pt. „Nowe konsekwencje zmienności stałych fundamentalnych w fizyce i kosmologii” (2013-2018). Współpracował m.in. z laureatem Nagrody Templetona i doktorem honoris causa Uniwersytetu Szczecińskiego prof. Johnem D. Barrowem a także z Centrum Kopernika Badań Interdyscyplinarnych prof. M. Hellera. Odbył krótsze lub dłuższe wizyty naukowe w takich jednostkach jak: Uniwersytet Sussex, UK (1993-94), 1997-98), Uniwersytet Freiburg, Niemcy (1996), Kavli Institute for Theoretical Physics, Pekin (2009), Yukawa Institute for Theoretical Physics, Kyoto, Japonia (2010), Dartmouth College, USA (2013), BEYOND Center, Uniwersytet Stanowy w Arizonie, USA (2014), Perimeter Institute, Waterloo, Kanada (2017, 2018); Uniwersytet Illinois Urbana-Champaign (2018).
Zaangażowany w obszarze popularyzacji nauki, m.in. jako prezes Fundacji Eureka im. Prof. Jerzego Stelmacha (od 2013). W latach 2009–2022 był przewodniczącym Oddziału Szczecińskiego Polskiego Towarzystwa Fizycznego a w latach 2010-2018 członkiem członkiem Zarządu Głównego. 
Od 2009 roku zaangażowany w Program Polskiej Energetyki Jądrowej jako Członek Społecznego Zespołu Doradców przy Pełnomocniku Rządu ds. Polskiej Energetyki Jądrowej . Od kwietnia 2010 do maja 2014 Pełnomocnik Wojewody Zachodniopomorskiego ds. Energetyki Jądrowej. W NCBJ kierował projektem studiów doktoranckich „Nowe koncepcje reaktorów i analiz bezpieczeństwa dla polskiej energetyki jądrowej” (2018-2023). Był także koordynatorem projektu koncepcyjnego   oraz projektu podstawowego dla budowy reaktora wysokotemperaturowego HTGR-POLA w Polsce.
Otrzymał nagrodę Ministra Edukacji Narodowej (1997), nagrodę Zachodniopomorski Nobel 2005 i 2014, wyróżnienia w konkursie na najlepszy esej z grawitacji przez Gravity Research Foundation (1998, 2018), nagrodę „Naukowiec Roku 2017” w Uniwersytecie Szczecińskim, „Naukowiec Przyszłości” nadaną przez Forum Inteligentnego Rozwoju (2019), Nagrodę Gospodarczą Marszałka Województwa Zachodniopomorskiego (2006), Srebrną Odznakę Honorową Gryfa Zachodniopomorskiego 2009), Odznakę Honorową za Zasługi dla Energetyki (2023).